# Пиншань (Ляонин)
Пинша́нь (кит. упр. 平山, пиньинь Píngshān) — район городского подчинения городского округа Бэньси провинции Ляонин (КНР). Здесь находится политический и деловой центр Бэньси. Район назван в честь находящейся на его территории горы Пиндиншань.

## История
Когда-то на этих землях существовал малонаселённый район Гунъюань. После строительства в 1904 году железной дороги поезда распугали диких зверей в районе станции Гунъюань, и эти места пришли в окончательное запустение.
В 1937 году началось развитие района: к западу от станции стали строиться промышленные предприятия, к востоку — жилые районы. В 1941 году правительство Маньчжоу-го официально создало район Гунъюань (宫原区). После Второй мировой войны район прекратил своё существование, войдя в состав города Бэньсиху, однако в октябре 1946 года был воссоздан в составе города под названием «Гунъюань» (工源区). В 1955 году он был объединён с близлежащим районом Цайтунь (彩屯区) в район Пиншань.

## Административное деление
Район Пиншань делится на 9 уличных комитетов.

## Соседние административные единицы
Район Пиншань граничит со следующими административными единицами:
- Район Сиху (на севере)
- Район Миншань (на северо-востоке)
- Район Наньфэнь (на юго-востоке)
- Городской округ Ляоян (на западе)